# Madeleine Gilard
Pour les articles homonymes, voir Gilard.
Madeleine Gilard, née le 6 décembre 1906 La Corogne (Espagne) et morte le 12 janvier 2002 à Paris 13e, est une romancière française, traductrice et adaptatrice de livres pour l'enfance et la jeunesse. Elle a été directrice littéraire des Éditions La Farandole de 1955 à 1980.

## Biographie
Fille d'un représentant commercial en vins et liqueurs issu d'une famille protestante du Sud-Ouest de la France, Madeleine Gilard naît et grandit en Espagne. Dans un de ses romans, Camille, paru en 1983, elle évoque sa ville de naissance en puisant probablement dans ses souvenirs. Sa connaissance de la langue espagnole lui permettra de nombreuses traductions. Ayant fait ses études à la maison elle n'a aucun diplôme quand elle et sa famille rentrent en France, au début des années 1920. Elle apprend alors la sténodactylographie et devient secrétaire. Elle tient des emplois de journaliste et de traductrice dans une agence de presse jusqu'à la guerre. À sa connaissance de l'espagnol elle ajoute celle de la langue anglaise.
En 1946, elle publie un premier roman. Au début des années 1950, elle occupe un emploi de traductrice au Mouvement mondial pour la paix, à Prague. C'est sans doute par cette filière, où elle ajoute le russe à sa panoplie de traductrice, qu'elle doit d'être nommée en juillet 1955 directrice littéraire d'une maison d'édition qui vient d'être créée dans la mouvance du Parti communiste français : les Éditions La Farandole. La directrice administrative en est Paulette Michel, femme d'un homme d'influence des réseaux du communisme international, Jean Jérôme. Le créneau éditorial des Éditions La Farandole est la littérature d'enfance et de jeunesse, délaissée par le PCF depuis la fin des années 1930.
Que deux femmes dirigent une maison d'édition dans les années 1950-1960, vaut à Madeleine Gilard et Paulette Michel, une mention dans le Dictionnaire universel des créatrices : « Très peu de femmes occupent des postes de directeur dans l'édition. Paulette Michel et Madeleine Gilard qui animent les éditions La Farandole représentent un cas isolé. »
Jusqu'en 1980, à La Farandole, elle tient un rôle essentiel dans cette petite structure éditoriale, reconnue par la profession, y publiant elle-même ses œuvres et collaborant à de nombreux ouvrages, pour toutes les tranches d'âge de l'enfance jusqu'à l'adolescence. Après sa retraite de La Farandole, elle publie encore plusieurs livres et obtient en 1983, pour l'ensemble de son œuvre, le Grand prix de la littérature enfantine de la ville de Paris, qui lui est remis par Jacques Chirac.

## Œuvres

### Créations aux éditions La Farandole
- Victoire sur Arcadius, coll. « mille épisodes », 1956 (ill. Madeleine Gilard)
- Marinette et l'éléphant, coll. « mille épisodes », 1957 (ill. Luc Hardy)
- Le voyage de Pibale, coll. « mille images », 1958, (ill. Enrique Soto)
- Christine et François, coll. « mille images », 1961, (ill. May Angeli)
- Le Kalevala, (adaptation Madeleine Gilard), coll. « mille épisodes », 1961, (ill. Jacques Bourbon)
- Le Paravent aux images, coll. « mille épisodes », 1962, (ill. May Angeli)
- Colorin Coloré (contes d'Espagne), coll. « jour de fête », 1963, (ill. Mireille Miailhe)
- Grison et Nicolas (adaptation) (trad. du polonais par Halina Pietrusienicz), coll. « mille couleurs », 1965 (ill. Z. Rychlicki)
- Bernardo del Carpio, (trad. de l'espagnol Madeleine Gilard), coll. « mille épisodes », 1965
- Le Bouton rouge, coll. « mille images », 1967, (ill. Bernadette Després)
- Anne et le mini-club, coll. « mille épisodes », 1968, (ill. Bernadette Després)
- Contes et images d'autrefois, coll « grand gala », 1968 (avec Rolande Causse)
- Marco Polo, Le Livre des merveilles, coll. « grand gala », 1970 (avec Rolande Causse)
- La Ville de neige, coll. « mille couleurs », 1970 (ill. Maria Mackiewicz)
- Les perruches qui parlent (contes tadjiks traduits et adaptés du russe par Paulette Michel et Madeleine Gilard), coll. « grand gala », 1971
- La Jeune fille au manchon (en France en 1763 sous Louis XV), coll. « prélude », 1972
- Ali et son copain, coll. « mille images », 1974, (ill. Jean Garonnaire)
- Jouets, feutrines et chiffons (de Tyler Mabs), adapté de l'anglais par Madeleine Gilard, 1974
- Le Chemin secret de la Borie verte, coll. « LF roman », 1975
- La Maison des marmottes, coll. « LF 8, 9, 10 », 1976 (ill. Anne Thiollier)
- Sortilège maya, (avec Chloé Vulliamy), 1977
- Pierre, la rivière et la nuit, coll. « mille épisodes », 1979, (ill. Silvia Maddoni)
- Bruno chez les chats, coll. « LF 8, 9, 10 », 1980, (ill. Jacqueline Mathieu)
- Camille : de la main de Camille, printemps 1830, coll « LF roman », 1983
- Drôle d'héritage, coll. « LF 8, 9, 10 », 1987, (ill. Manuel Gracia)
- Le Coup de balai de la sorcière, (de Joma), (adaptation de l'espagnol), coll. « mille images », 1990
- Jeannot chez les dingos, (de Jané Jordi et Joma) (adaptation de l'espagnol), coll. « mille images »1991.

### Traductions aux éditions La Farandole
- L'oignon obstiné, auteur N. Dilaktorskaïa, traduit du russe avec Marie Calschi, coll. « mille épisodes », 1957
- La Terre de Sannikov, auteur Vladimir Obroutchev, traduit du russe avec Marie Calschi, coll. « prélude », 1957
- Allan Montagu, auteur Upton Sinclair, traduit de l'américain, coll. « prélude », 1962
- Le Passager clandestin, auteur Ana Maria Matute, traduit de l'espagnol, coll. « mille épisodes », 1973
- Mary de la vallée haute, auteurs Vera et Bill Cleaver, traduit de l'américain, coll. « prélude », 1974
- Sur le bout des doigts, auteur Marjorie P. Katz, traduit de l'anglais, coll. « mille idées », 1976
- Où vas-tu Martin, auteur Joyce Rathborne, traduit de l'anglais, coll. « mille épisodes », 1980
- Pourquoi le moustique bourdonne à nos oreilles, auteur Verna Aardema, traduit de l'américain, coll. « feu follet », 1981
- Le Pays de l'ardoise, auteur Ana Maria Matute, traduit de l'espagnol, coll. « LF 8, 9, 10 », 1982
- Les idées folles d'Anastasia, auteur Lois Lowry, traduit de l'américain, coll. « LF roman », 1983

### Autres éditeurs
- Les Enfants Escoudeyran, éditions Confluences, 1946
- Le Bonhomme de pain d'épices, éditions du Sorbier, 1983, (ill. Jack Kent)
- Boucle d'or et les trois ours, éditions du Sorbier, 1983, (ill. Jack Kent)
- Drôles de jumelles, éditions du Sorbier, 1984, (ill. Sylvie Chrétien)
- Ascenseur interdit, éditions du Sorbier, 1986, (ill. Sylvie Chrétien)
- Les plus belles légendes de sorcières, (participation), éditions Père Castor-Flammarion, 1999

### Autres traductions
- Pas de bataille pour un rosier, auteur Josep Albanell, traduit de l'espagnol, éditions du Sorbier, 1991
- A la poursuite du monstre, auteur Patrick Benson, traduit de l'anglais, éditions du Sorbier, 1995
- Un Château en Dordogne, auteur Jeremy Josephs, traduit de l'anglais, éditions Ramsay, 1997